# Ancaster (Lincolnshire)
Ancaster is een civil parish in het bestuurlijke gebied South Kesteven, in het Engelse graafschap Lincolnshire met 1647 inwoners.